# Nataliya Feklisova
Nataliya Feklisova –en ucraniano, Наталія Феклісова– (Ilichovsk, 10 de octubre de 1974) es una deportista ucraniana que compitió en piragüismo en la modalidad de aguas tranquilas. Ganó una medalla de bronce en el Campeonato Mundial de Piragüismo de 2001 y una medalla de oro en el Campeonato Europeo de Piragüismo de 2001, ambas en la prueba de K4 1000 m.

## Palmarés internacional
| Campeonato Mundial | Campeonato Mundial | Campeonato Mundial | Campeonato Mundial |
| Año                | Lugar              | Medalla            | Competición        |
| ------------------ | ------------------ | ------------------ | ------------------ |
| 2001               | Poznań (Polonia)   | Medalla de bronce  | K4 1000 m          |
| Campeonato Europeo |                    |                    |                    |
| Año                | Lugar              | Medalla            | Competición        |
| 2001               | Milán (Italia)     | Medalla de oro     | K4 1000 m          |